# Тонг (река)
Тонг (англ. Tongue River, ассинибойн Tacéži wakpá) — река в американских штатах Монтана и Вайоминг, правый приток реки Йеллоустон. Протекает по территории округов Кастер, Розбад, Биг-Хорн и Шеридан. Водосборный бассейн реки Тонг охватывает части индейских резерваций Нортерн-Шайенн и Кроу. Протяжённость составляет 426 км (265 миль). Площадь водосборного бассейна — 13978 км². Расход воды — 11 м³/c.
Берёт начало в районе гор Биг-Хорн, на севере штата Вайоминг. Течёт преимущественно в северо-восточном направлении через юго-восточную часть штата Монтана. Впадает в реку Йеллоустон в городе Майлс-Сити, расположенном в округе Кастер. Питание главным образом снеговое и подземное. Основные притоки: Пампкин-Крик, Оттер-Крик, Хангин-Вуман-Крик, Прейри-Дог-Крик и Литл-Гус-Крик (все правые). Самый крупный приток, Пампкин-Крик, впадает в Тонг в 21 км выше её устья и имеет длину около 114 км. Бассейн Тонг граничит на западе с бассейном реки Розбад, а на востоке — с бассейном реки Паудер. Обе эти реки, так же как и Тонг, текут в северном направлении и впадают в Йеллоустон.